# Isla Apipé
Isla Apipé är en ö i Argentina.   Den ligger i provinsen Corrientes, i den nordöstra delen av landet, 800 km norr om huvudstaden Buenos Aires. Arean är 277 kvadratkilometer.
I omgivningarna runt Isla Apipé växer huvudsakligen savannskog. Runt Isla Apipé är det mycket glesbefolkat, med 3 invånare per kvadratkilometer.